# 村岡晋一
村岡 晋一（むらおか しんいち、1952年 - ）は、日本の哲学研究者、翻訳家。中央大学名誉教授。専門はドイツ観念論、ドイツ・ユダヤ思想。

## 経歴
1952年、熊本県八代市で生まれた。熊本県立八代高等学校を経て、中央大学文学部で学んだ。卒業後に同大学大学院文学研究科に進学。1984年に博士後期課程を中退。
1987年、中央大学に所属していた木田元との共訳でマーティン・ジェイ著『アドルノ』を出版。1995年、秋田経済法科大学地域総合研究所研究員となった。1996年より秋田桂城短期大学地域社会学科助教授。1998年、中央大学理工学部助教授に転じた。2004年、教授。2023年に中央大学を退任し、名誉教授の称号を授与。

## 受賞・栄典
- 2009年：レッシング・ドイツ連邦共和国翻訳賞を受賞。『救済の星』の翻訳に対して。

## 研究内容・業績
数多くの哲学書のドイツ語や英語から日本語への翻訳を手がけており、細見和之、小須田健と共訳したフランツ・ローゼンツヴァイク著『救済の星』で2009年度レッシング・ドイツ連邦共和国翻訳賞を受賞している。
評価
宮台真司は、2009年の論壇回顧において「私の3点」のひとつに村岡の『対話の哲学』を挙げている。

## 著作
著書
- 『対話の哲学：ドイツ・ユダヤ思想の隠れた系譜』講談社選書メチエ 2008
- 『ドイツ観念論　カント・フィヒテ・シェリング・ヘーゲル』講談社選書メチエ 2012
- 『名前の哲学』講談社選書メチエ 2020

訳書
- 『アドルノ』マーティン・ジェイ著、木田元共訳、岩波書店 1987
  - 選書化 岩波同時代ライブラリー 1992
  - 岩波現代文庫 2007
- 『存在の連鎖』C.A.パトリディーズ（英語版）,ジョージ・ボアス（英語版）ほか著、共訳、平凡社(叢書ヒストリー・オヴ・アイディアズ) 1987
- 『シンボル形式の哲学 3』エルンスト・カッシーラー著、木田元共訳、岩波文庫 1994[6]
- 『認識問題 近代の哲学と科学における』(全4巻) エルンスト・カッシーラー著、山本義隆・須田朗・宮武昭共訳、みすず書房 1996-2013
- 『プラトン序説』エリック・A・ハヴロック著、新書館 1997
- 『マックス・プランクの生涯：ドイツ物理学のディレンマ』ジョン・L.ハイルブロン（英語版）著、法政大学出版局(叢書ウニベルシタス) 2000
- 『ヘーゲルからハイデガーへ：現象学的存在論』カール・レーヴィット著、瀬嶋貞徳・平田裕之共訳、作品社 2001
- 『ドイツ観念論の哲学』ニコライ・ハルトマン著、監訳、迫田健一ほか訳、作品社 2004
- 『ハイデガーの子どもたち：アーレント/レーヴィット/ヨーナス/マルクーゼ』リチャード・ウォーリン著、小須田健・平田裕之共訳、新書館 2004
- 『時局論 上：インド・中国論』(マルクス・コレクション 6) 小須田健・吉田達共訳 筑摩書房 2005
- 『経済学・哲学草稿』(マルクス・コレクション 1) 筑摩書房 2005
- 『双数について』ヴィルヘルム・フォン・フンボルト著、新書館 2006
- 『ハーバーマス』ジェームズ・ゴードン・フィンリースン（英語版）著、岩波書店(1冊でわかる) 2007
- 『マルクス・コレクション 7』小須田健・吉田達・瀬嶋貞徳・今村仁司共訳 筑摩書房 2007
- 『救済の星』フランツ・ローゼンツヴァイク著、細見和之・小須田健共訳 みすず書房 2009
- 『健康な悟性と病的な悟性』フランツ・ローゼンツヴァイク著、作品社 2011
- 『ヘーゲルと国家』ローゼンツヴァイク著、橋本由美子共訳 作品社 2015
- 『ヘーゲル初期論文集成 全新訳』G・W・F・ヘーゲル著、吉田達共訳 作品社 2017
- 『新しい思考』フランツ・ローゼンツヴァイク著、田中直美共編訳、法政大学出版局(叢書ウニベルシタス) 2019